# Fontana Canale
La fontana Canale è un'antica fontana di Gesualdo, ubicata nello storico rione del canale.

## Storia e descrizione
Eretta nel 1600, si caratterizza per la presenza di un possente porticato che sovrasta e protegge due grosse vasche scolpite nella pietra locale. L'antica fontana e la sua collocazione consentono ad un occhio curioso anche di comprendere quella che doveva essere la struttura urbanistica della Gesualdo medievale. Ed infatti, come la fontana fiera e come la fontana del pozzo (detta anche dei putti), anche la fontana del Canale venne realizzata a ridosso delle Mura fortificate nei pressi di un varco di accesso al borgo; in questa caso la porta detta "Guardabene". Quindi, attraverso un gioco di immaginazione, tracciando delle linee ideali di collegamento tra le fontane del paese potremo intuire come e dove potevano trovarsi le mura difensive di Gesualdo. Tornando alla fontana nel canale non si può non sottolinearne l'importanza non solo dal punto di vista storico, ma anche e, soprattutto, sociale. Il canale era, insieme alle colonne, il rione più popoloso di Gesualdo e la fontana rappresentava non solo il luogo dove approvvigionarsi dell'acqua, ma anche il luogo nel quale le massaie portavano i panni a lavare e dove si sviluppava buona parte della vita di relazione dei Gesualdini.